# Сюрикэндзюцу
Сюрикендзюцу (яп. 手裏剣術, «искусство сюрикена») — общий термин, подразумевающий традиционное японское искусство метания сюрикенов. Под сюрикеном подразумевается небольшого размера холодное оружие, такое как металлические шипы, круглые пластинки, ножи (яп. 短刀), клинки в виде звёздочек, иглы, гвозди и тому подобное.
Искусство сюрикендзюцу входит в состав программы обучения многих школ комплексных боевых искусств Японии (в основном — ниндзюцу) и является дополнением к таким более распространенным учениям, как кендзюцу, содзюцу и бодзюцу.

## История
Истоки развития сюрикендзюцу зачастую относят к временам феодальной Японии и активности кланов ниндзя из-за отсутствия достоверной информации и документов об истории данного искусства.
Техники метания сюрикенов развивались в разное время различными мастерами, которые искали и разрабатывали собственные методы адаптации повседневных предметов в качестве метательного оружия. Это привело к созданию большого числа разнообразных школ сюрикендзюцу и новых видов сюрикенов.
С внесением запрета на ношение мечей в период Мэйдзи популярность сюрикендзюцу, как и многих других классических боевых искусств, значительно снизилась и оно едва ли не исчезло на рубеже XX-го века, так как Япония того времени стремилась к модернизации. Этому же явлению способствовала Вторая Мировая война, во время которой был установлен запрет на многие боевые искусства. Однако, благодаря усилиям некоторых мастеров, в частности, Кандзи Нарусэ (яп. 成瀬 関次, 188?—1948) и Фудзита Сэйко (яп. 藤田 西湖, 1899—1966), писавших книги о сюрикендзюцу и обучавших техникам его применения, а также немногим школам вроде Ягю Синган-рю (яп. 柳生心眼流), Катори Синто-рю, Кукисин-рю (яп. 九鬼神流), Такэда-рю Накамура Ха (англ. Takeda Ryu Nakamura Ha) и Тогакурэ рю (яп. 戸隠流), искусство метания сюрикенов избежало вымирания.
В XXI веке сюрикендзюцу обрело значительную популярность благодаря широкой доступности информации. Метание сюрикенов вошло в программу обучения многих современных школ, не имеющих прямой исторической связи с этим искусством. Примером является додзё Ивама Айкидо (яп. 岩間合気道) из префектуры Ибараки, студенты которого изучают методы сюрикендзюцу, разработанные мастером Морихиро Сайто (1928 — 2002).
Существуют как минимум два направления боевых искусств, основной специализацией которых является сюрикендзюцу: Нэгиси-рю (яп.  根岸流) и современная школа Мэйфу Синкагэ-рю (яп. 明府真影流).